# مريروكا
| mr | D21 · D21 | w | kA |

| mr | D21 · D21 | w | kA |

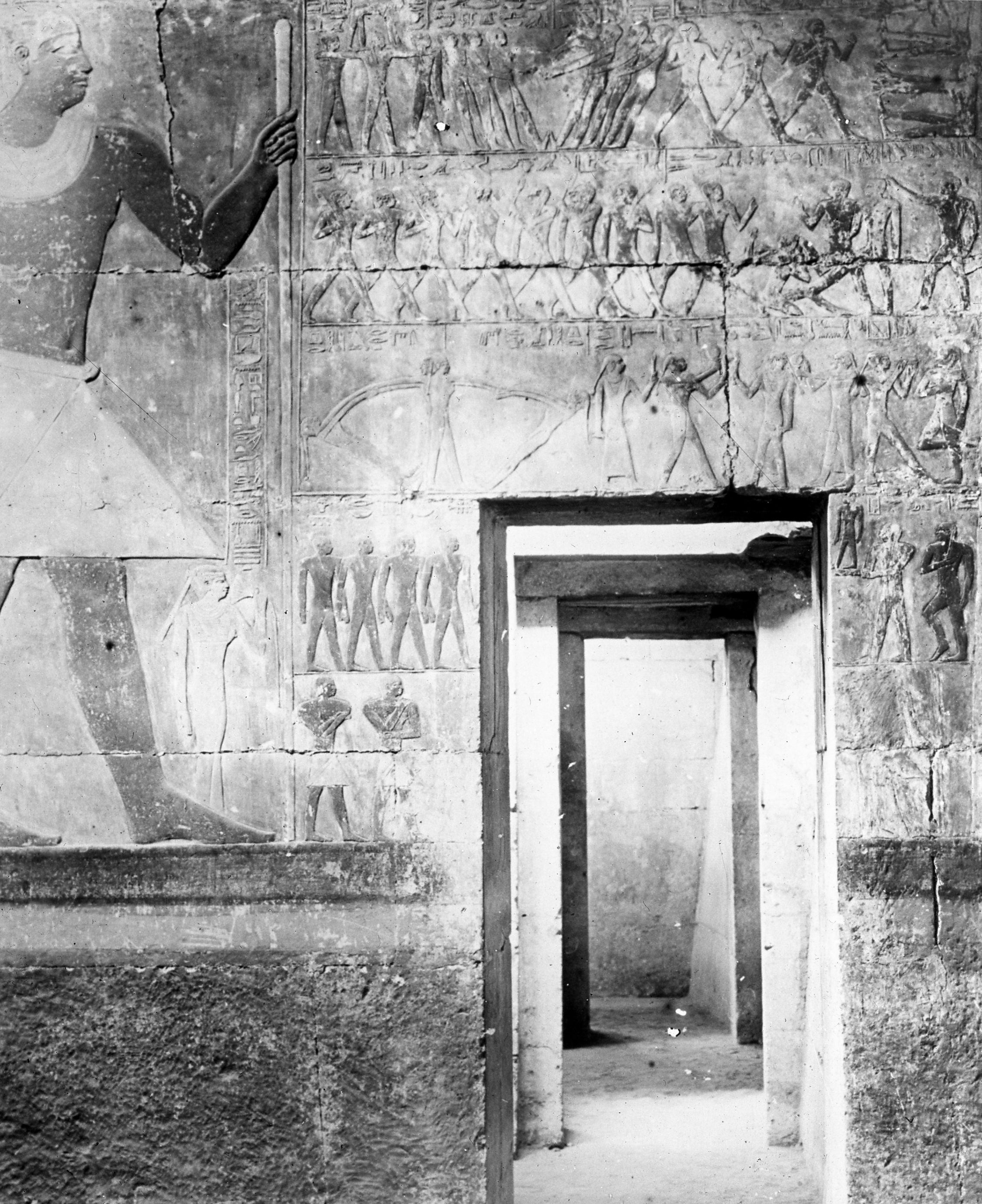
صورة من مقبرة مريروكا في سقارة.

كان مريروكا وزيرا في عهد الفرعون تتي الذي حكم مصر بين 2318 إلى 2300 قبل الميلاد خلال الأسرة السادسة. يشتهر مريروكا بمقبرته في شكل مصطبة كبيرة. وربما كانت فترة توليه الوزارة أثناء الفترة الأخيرة من حكم الفرعون تيتي.

## عائلته
كان مريروكا متزوجا من «وعتت غت حور» المسماة كذلك «سششيت» التي كانت أبنة للملك تتي. وكانت أمه تدعى «نجت إم بت». وأنجب من زوجته أبناء، من ضمنهم «مري تتي» الذي أصبح وزيرا أيضا بعد ذلك.

## ألقابه
تبوأ مريروكا عدة وظائف هامة في الدولة المصرية، من ضمنها أمير بيت الثروات، و«رئيس الستة بيوت الإدارية الكبيرة», أو «رئيس أعمال الملك». ويبدو ان اللقب الأخير يعني أنه كان مهندسا معماريا لتصميم وبناء هرم فرعون.

## مقبرته
يعرف مريروكا من مقبرته المبنية في هيئة مصطبة ضخمة بالقرب من هرم تيتي في سقارة. وقد دفن فيها أيضا زوجته واتتختحور وابنه مريتيتي ولهما حجرات خاصة في المقبرة. يصل حجم المصطبة 41 مترا طولا و 23 مترا عرضا وتتكون من 32 غرفة وهي بذلك أحد أكبر المصاطب من عهد قدماء المصريين. معظم الحجرات ذات جدران مزينة بصور منقوشة تعبر عن مختلف النشاطات اليومية، من زراعة وأعمال التعدين. لا تزال المقبرة في حالة جيدة ويمكن للزوار زيارتها في سقارة.

مخطط مصطبة مريروكا وحجراتها الكثيرة
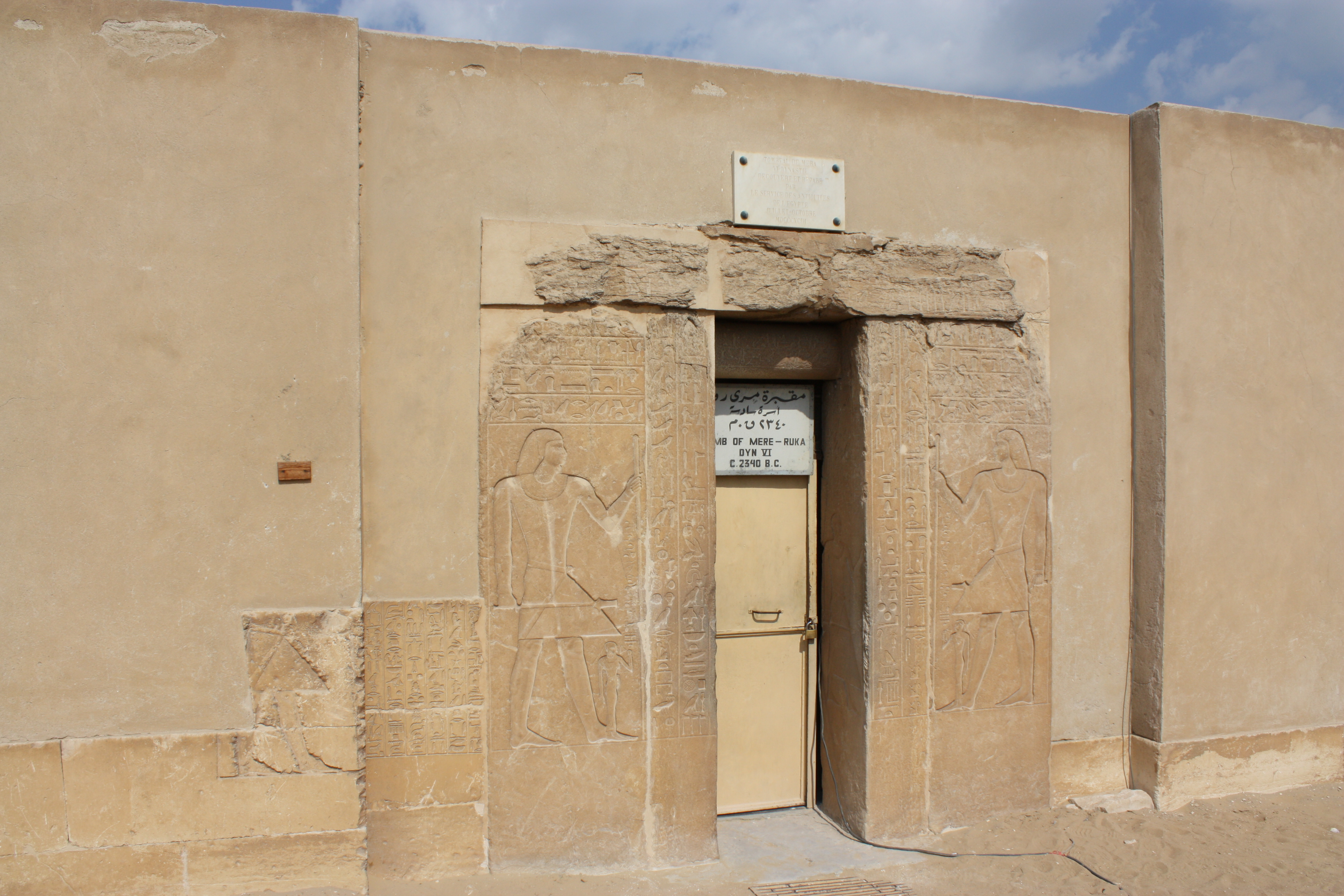
مدخل المصطبة (حالته الحالية)
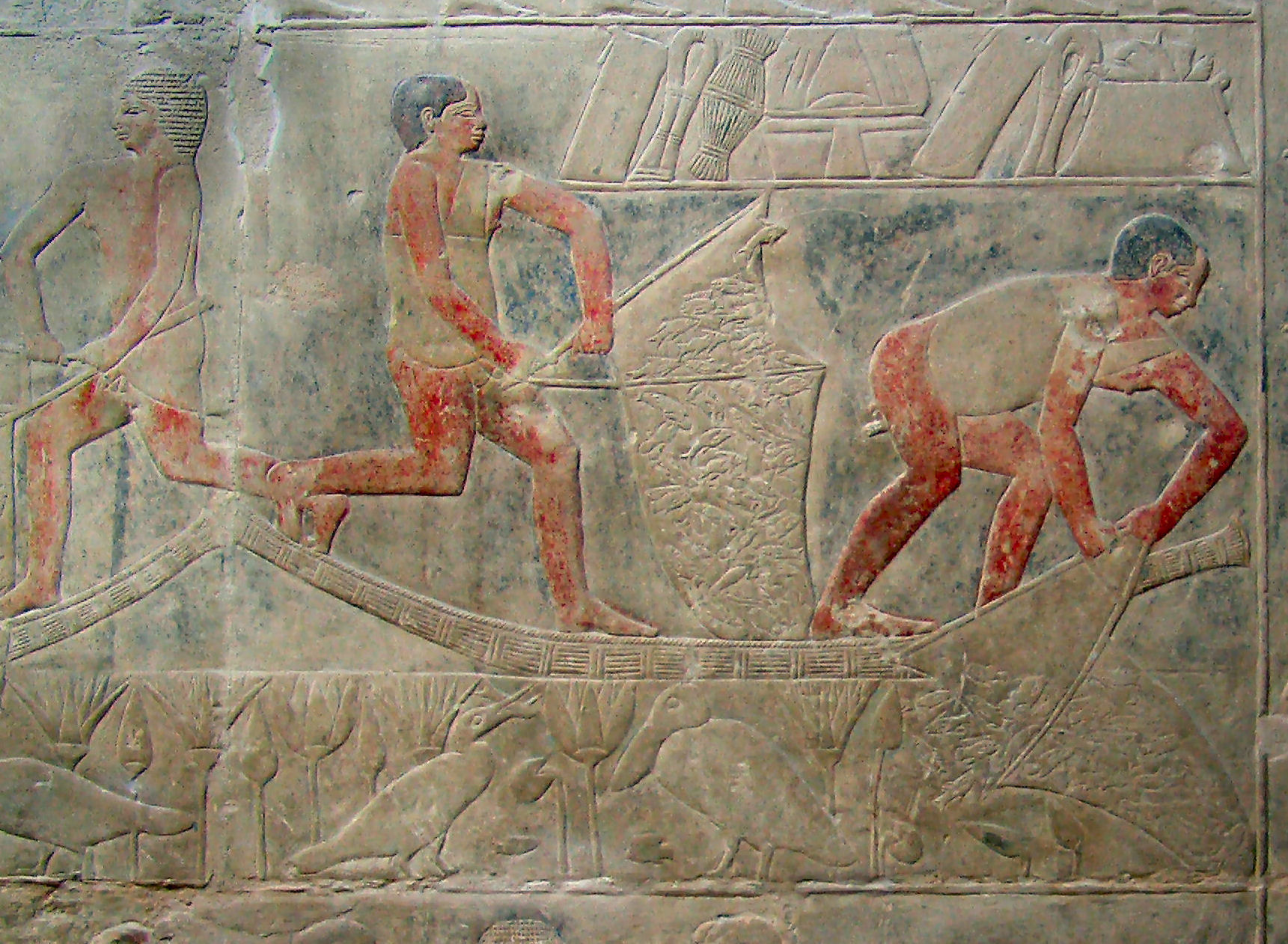
نقش يبين صيادين يصتادون السمك بالشبكات
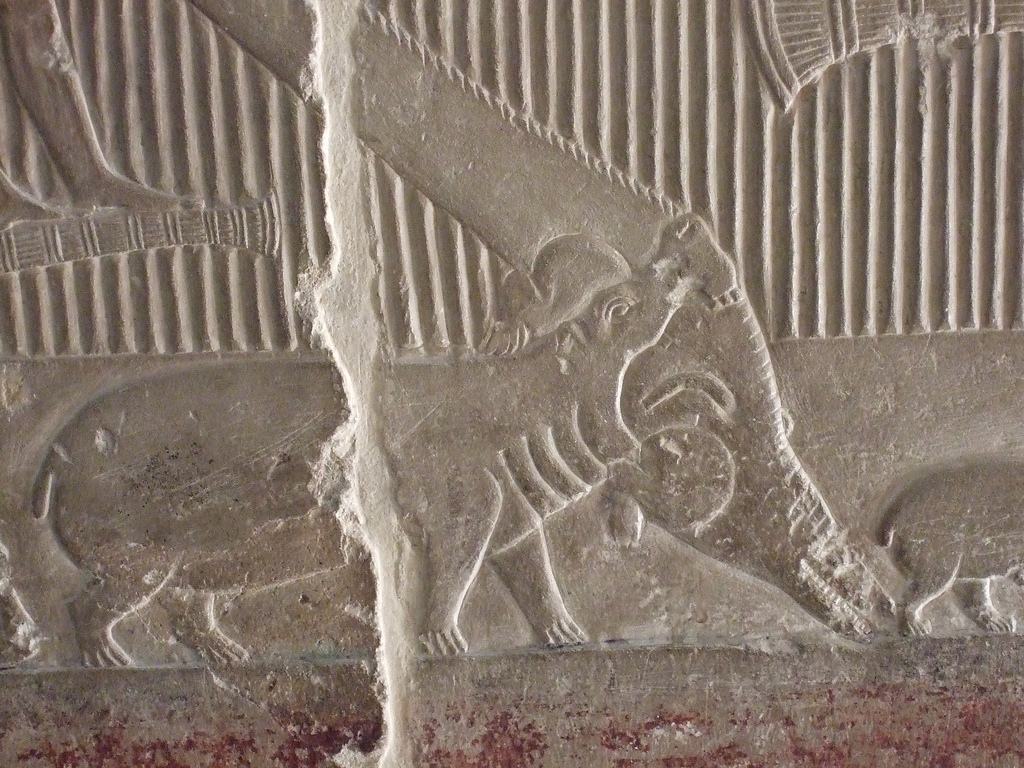
نقش يبين فرس النهر  يتصارع مع تمساح

ومن النقوش المزينة لمقبرة مريروكا صورة منحوتة توجد على الجزء السفلي من الحاط الشمالي للحجرة
A12 وعليها خمسة رجال يقومون بكبس أكياس تحتوي العنب بغرض استخراج العصير منه وصناعة النبيذ. وفي أيامنا الحديثة اتخذ صناع النبيذ الإيطاليين Sella&Mosca تلك الصورة رمزا لنبيذهم الشهير. وكان مؤسسو تلك الشركة التي أسسوها في عام 1899 من هواة الرحلات وكانوا يهتمون بآثار مصر القديمة. ,.

### تقنية صب البرونز
عثر في مقبرة مريروكا  على رسم على الحائط يبين كيفية صب قدماء المصريين لمعدن البرونز نحو 2300 قبل الميلاد. وتعتبر هذه الصورة هي أول صورة تبين طريقة قدماء المصريين لصب البرونز يتم العثور عليها. كان البرونز يصب في هيئة ألواح وصفائح (Chicago, OIP 3139).
الصورة المنقوشة على حائط مقبرة مريروكا من الأسرة السادسة من عهد الدولة القديمة نحو 2300 قبل الميلاد. تبين الصورة العمال المصريين وهم يقومون بوزن المواد بميزان، ثم صهره في عدة بوتقات، ثم إلى يمين الصورة صب البرونز المنصهر على لوحة صب بحيث ينتج منها لوحا برونزيا. أثناء عملية الصب يرى أحد العمال جالسا ويمنع بواسطة قطعة خشب في يده، نزول الشوائب الطافية على سطح البرونز المنصهر على القالب.
في مفبرة رخميرع وجدت صورة أخرى منقوشة على أحد حوائط مقبرة رخميرع من عهد الدولة الحديثة نحو 1450 قبل الميلاد. وتبين الصورة عمالا مصريين يجهزون خلطة المعدن ثم يصهرونها في بوتقة ويحملوا البوتقة الساخنة بأفرع من الخشب وصبها في قالب جاهز كامل. كما تبين معاملتهم لمعادن أخرى ثمينة كالذهب والفضة (PMMAEE11, New York).
الفرق بين الصورتين واحدة من عصر الدولة الحديثة 1450 قبل الميلاد والأخرى من عصر الدولة القديمة 2300 قبل الميلاد أن عملية الصب كانت تتم في العهد القديم في هيئة لوحات وصفائح. بينما في عهد الدولة الحديثة فكان البرونز يصب في قوالب مشكلة بحيث تنتج تمثالا جاهزا من البرونز. من تلك التماثيل نجد تماثيلا لأيزيس ول إيزيس وأوزوريس أو أوزوريس بمفرده وتماثيلا للملوك والملكات، بلغت أحجامها بين 30 سنتيمتر إلى 6 سنتيمتر. وعثر في قبور من حقبة الدولة الحديثة وعهد البطالمة على أعداد كبيرة من تلك التماثيل البرونونزية وكذلك الذهبية.
فرق آخر بين صورة صب البرونز في الدولة القديمة والدولة الحديثة أن في صورة مريروركا كان العمال ينفخون النار بواسطة أنابيب، بينما في صور مقبرة رخيميرع فكان العملان يقومان بنفخ الهواء لتقوية النار بواسطة منفاخين يعملان بالأرجل.
عثر على الكثير من القوالب المستخدمة لصب التماثيل البرونزية في مقبرة "سوبك حتب" في قبة الهوا في أسوان. وكان سوبك حتب يعمل محافظا للنوبة في عهد الفرعون سنوسرت الثاني من الدولة الوسطى. وجدت تلك القوالب في قدر فخاري موضوعة بجانب تابوت سوبك حتب".

## اسمه بالهيروغليفية
| U6 | D21 · D21 | G43 | D28 |

| U6 | D21 · D21 | G43 | D28 |

مريروكا  ، وتقرأ هنا من اليسار إلى اليمين. ومعنى الاسم: ال «كا تبعي تحبني».

## كتب
- Nigel Strudwick: The Administration of Egypt in the Old Kingdom, London 1985, S. 100–101 ISBN 0-7103-0107-3

## وصلات خارجية
- Mereruka auf Osirisnet نسخة محفوظة 30 يناير 2019 على موقع واي باك مشين.

## اقرأ أيضا
- أوسر كارع
- تتي
- هرم تيتي